# Seznam týmů a jezdců na Tour de France 2010
Na startovní listině Tour de France 2010  bylo celkem 198 cyklistů z 22 cyklistických stájí. 97. ročníku Tour de France se účastníl jeden český cyklista – Roman Kreuziger (9. místo), startující za italskou stáj  Liquigas-Doimo.  
| Astana AST | Astana AST         | Astana AST | Astana AST | Astana AST |
| Číslo      | Jméno jezdce       | Stát       | Výsledek   |            |
| ---------- | ------------------ | ---------- | ---------- | ---------- |
| 1          | Alberto Contador   | Španělsko  |            |            |
| 2          | David de la Fuente | Španělsko  |            |            |
| 3          | Andrij Hryvko      | Ukrajina   |            |            |
| 4          | Jesús Hernández    | Španělsko  |            |            |
| 5          | Maxim Iglinskij    | Kazachstán |            |            |
| 6          | Daniel Navarro     | Austrálie  |            |            |
| 7          | Benjamín Noval     | Španělsko  |            |            |
| 8          | Paolo Tiralongo    | Španělsko  |            |            |
| 9          | Alexandr Vinokurov | Kazachstán |            |            |

| Team Saxo Bank SAX | Team Saxo Bank SAX   | Team Saxo Bank SAX | Team Saxo Bank SAX | Team Saxo Bank SAX |
| Číslo              | Jméno jezdce         | Stát               | Výsledek           |                    |
| ------------------ | -------------------- | ------------------ | ------------------ | ------------------ |
| 11                 | Andy Schleck         | Lucembursko        |                    |                    |
| 12                 | Matti Breschel       | Dánsko             |                    |                    |
| 13                 | Fabian Cancellara    | Švýcarsko          |                    |                    |
| 14                 | Jakob Fuglsang       | Dánsko             |                    |                    |
| 15                 | Stuart O'Grady       | Austrálie          |                    |                    |
| 16                 | Fränk Schleck        | Lucembursko        | vzdal ve 3. etapě  |                    |
| 17                 | Chris Anker Sørensen | Dánsko             |                    |                    |
| 18                 | Nicki Sørensen       | Dánsko             |                    |                    |
| 19                 | Jens Voigt           | Německo            |                    |                    |

| Team Radioshack RSH | Team Radioshack RSH | Team Radioshack RSH    | Team Radioshack RSH | Team Radioshack RSH |
| Číslo               | Jméno jezdce        | Stát                   | Výsledek            |                     |
| ------------------- | ------------------- | ---------------------- | ------------------- | ------------------- |
| 21                  | Lance Armstrong     | Spojené státy americké |                     |                     |
| 22                  | Janez Brajkovič     | Slovinsko              |                     |                     |
| 23                  | Chris Horner        | Spojené státy americké |                     |                     |
| 24                  | Andreas Klöden      | Německo                |                     |                     |
| 25                  | Levi Leipheimer     | Spojené státy americké |                     |                     |
| 26                  | Dmitrij Muravjov    | Kazachstán             |                     |                     |
| 27                  | Sérgio Paulinho     | Portugalsko            |                     |                     |
| 28                  | Jaroslav Popovyč    | Ukrajina               |                     |                     |
| 29                  | Grégory Rast        | Švýcarsko              |                     |                     |

| Team Sky SKY | Team Sky SKY         | Team Sky SKY   | Team Sky SKY                  | Team Sky SKY |
| Číslo        | Jméno jezdce         | Stát           | Výsledek                      |              |
| ------------ | -------------------- | -------------- | ----------------------------- | ------------ |
| 31           | Bradley Wiggins      | Velká Británie |                               |              |
| 32           | Michael Barry        | Kanada         |                               |              |
| 33           | Steve Cummings       | Velká Británie |                               |              |
| 34           | Juan Antonio Flecha  | Španělsko      |                               |              |
| 35           | Simon Gerrans        | Austrálie      | nenastoupil na start 9. etapy |              |
| 36           | Edvald Boasson Hagen | Norsko         |                               |              |
| 37           | Thomas Löfkvist      | Švédsko        |                               |              |
| 38           | Serge Pauwels        | Belgie         |                               |              |
| 39           | Geraint Thomas       | Velká Británie |                               |              |

| Liquigas-Doimo LIQ | Liquigas-Doimo LIQ  | Liquigas-Doimo LIQ | Liquigas-Doimo LIQ | Liquigas-Doimo LIQ |
| Číslo              | Jméno jezdce        | Stát               | Výsledek           |                    |
| ------------------ | ------------------- | ------------------ | ------------------ | ------------------ |
| 41                 | Ivan Basso          | Itálie             |                    |                    |
| 42                 | Francesco Bellotti  | Itálie             |                    |                    |
| 43                 | Kristjan Koren      | Slovinsko          |                    |                    |
| 44                 | Roman Kreuziger     | Česko              |                    |                    |
| 45                 | Aljaksandr Kučynski | Bělorusko          |                    |                    |
| 46                 | Daniel Oss          | Itálie             |                    |                    |
| 47                 | Manuel Quinziato    | Itálie             |                    |                    |
| 48                 | Sylwester Szmyd     | Polsko             |                    |                    |
| 49                 | Brian Vandborg      | Dánsko             |                    |                    |

| Garmin-Transitions GRM | Garmin-Transitions GRM | Garmin-Transitions GRM | Garmin-Transitions GRM         | Garmin-Transitions GRM |
| Číslo                  | Jméno jezdce           | Stát                   | Výsledek                       |                        |
| ---------------------- | ---------------------- | ---------------------- | ------------------------------ | ---------------------- |
| 51                     | Christian Vandevelde   | Spojené státy americké | nenastoupil na start 3. etapy  |                        |
| 52                     | Julian Dean            | Nový Zéland            |                                |                        |
| 53                     | Tyler Farrar           | Spojené státy americké | vzdal ve 12. etapě             |                        |
| 54                     | Ryder Hesjedal         | Kanada                 |                                |                        |
| 55                     | Robert Hunter          | Jižní Afrika           | nenastoupil na start 11. etapy |                        |
| 56                     | Martijn Maaskant       | Nizozemsko             |                                |                        |
| 57                     | David Millar           | Velká Británie         |                                |                        |
| 58                     | Johan Vansummeren      | Belgie                 |                                |                        |
| 59                     | David Zabriskie        | Spojené státy americké |                                |                        |

| FDJ   | FDJ                 | FDJ       | FDJ      | FDJ |
| Číslo | Jméno jezdce        | Stát      | Výsledek |     |
| ----- | ------------------- | --------- | -------- | --- |
| 61    | Christophe Le Mével | Francie   |          |     |
| 62    | Sandy Casar         | Francie   |          |     |
| 63    | Rémy Di Gregorio    | Francie   |          |     |
| 64    | Anthony Geslin      | Francie   |          |     |
| 65    | Mathieu Ladagnous   | Francie   |          |     |
| 66    | Anthony Roux        | Francie   |          |     |
| 67    | Jérémy Roy          | Francie   |          |     |
| 68    | Wesley Sulzberger   | Austrálie |          |     |
| 69    | Benoît Vaugrenard   | Francie   |          |     |

| Katusha Team KAT | Katusha Team KAT  | Katusha Team KAT | Katusha Team KAT                           | Katusha Team KAT |
| Číslo            | Jméno jezdce      | Stát             | Výsledek                                   |                  |
| ---------------- | ----------------- | ---------------- | ------------------------------------------ | ---------------- |
| 71               | Vladimir Karpec   | Rusko            | nenastoupil na start 9. etapy              |                  |
| 72               | Pavel Brutt       | Rusko            |                                            |                  |
| 73               | Sergej Ivanov     | Rusko            |                                            |                  |
| 74               | Alexandr Kolobněv | Rusko            |                                            |                  |
| 75               | Robbie McEwen     | Austrálie        |                                            |                  |
| 76               | Alexandr Pljuškin | Moldávie         |                                            |                  |
| 77               | Joaquim Rodríguez | Španělsko        |                                            |                  |
| 78               | Stijn Vandenbergh | Belgie           | vyloučen v 7. etapě, nesplnil časový limit |                  |
| 79               | Eduard Vorganov   | Rusko            |                                            |                  |

| AG2R-La Mondiale ALM | AG2R-La Mondiale ALM | AG2R-La Mondiale ALM | AG2R-La Mondiale ALM | AG2R-La Mondiale ALM |
| Číslo                | Jméno jezdce         | Stát                 | Výsledek             |                      |
| -------------------- | -------------------- | -------------------- | -------------------- | -------------------- |
| 81                   | Nicolas Roche        | Irsko                |                      |                      |
| 82                   | Maxime Bouet         | Francie              |                      |                      |
| 83                   | Dimitri Champion     | Francie              |                      |                      |
| 84                   | Martin Elmiger       | Švýcarsko            |                      |                      |
| 85                   | John Gadret          | Francie              |                      |                      |
| 86                   | David Lelay          | Francie              | vzdal ve 3. etapě    |                      |
| 87                   | Lloyd Mondory        | Francie              |                      |                      |
| 88                   | Rinaldo Nocentini    | Itálie               |                      |                      |
| 89                   | Christophe Riblon    | Francie              |                      |                      |

| Cervélo TestTeam CTT | Cervélo TestTeam CTT | Cervélo TestTeam CTT | Cervélo TestTeam CTT         | Cervélo TestTeam CTT |
| Číslo                | Jméno jezdce         | Stát                 | Výsledek                     |                      |
| -------------------- | -------------------- | -------------------- | ---------------------------- | -------------------- |
| 91                   | Carlos Sastre        | Španělsko            |                              |                      |
| 92                   | Xavier Florencio     | Španělsko            | nenastoupil na start prologu |                      |
| 93                   | Volodymir Gustov     | Ukrajina             |                              |                      |
| 94                   | Jeremy Hunt          | Velká Británie       |                              |                      |
| 95                   | Thor Hushovd         | Norsko               |                              |                      |
| 96                   | Andreas Klier        | Německo              |                              |                      |
| 97                   | Ignatas Konovalovas  | Litva                |                              |                      |
| 98                   | Brett Lancaster      | Austrálie            |                              |                      |
| 99                   | Daniel Lloyd         | Velká Británie       |                              |                      |

| Omega Pharma-Lotto OLO | Omega Pharma-Lotto OLO | Omega Pharma-Lotto OLO | Omega Pharma-Lotto OLO         | Omega Pharma-Lotto OLO |
| Číslo                  | Jméno jezdce           | Stát                   | Výsledek                       |                        |
| ---------------------- | ---------------------- | ---------------------- | ------------------------------ | ---------------------- |
| 101                    | Jurgen Van Den Broeck  | Belgie                 |                                |                        |
| 102                    | Mario Aerts            | Belgie                 |                                |                        |
| 103                    | Francis De Greef       | Belgie                 |                                |                        |
| 104                    | Mickaël Delage         | Francie                | vzdal v 1. etapě               |                        |
| 105                    | Sebastian Lang         | Německo                |                                |                        |
| 106                    | Matthew Lloyd          | Austrálie              |                                |                        |
| 107                    | Daniel Moreno          | Španělsko              |                                |                        |
| 108                    | Jurgen Roelandts       | Belgie                 |                                |                        |
| 109                    | Charles Wegelius       | Velká Británie         | nenastoupil na start 11. etapy |                        |

| Team HTC-Columbia THR | Team HTC-Columbia THR | Team HTC-Columbia THR | Team HTC-Columbia THR         | Team HTC-Columbia THR |
| Číslo                 | Jméno jezdce          | Stát                  | Výsledek                      |                       |
| --------------------- | --------------------- | --------------------- | ----------------------------- | --------------------- |
| 111                   | Mark Cavendish        | Velká Británie        |                               |                       |
| 112                   | Bernhard Eisel        | Rakousko              |                               |                       |
| 113                   | Bert Grabsch          | Německo               |                               |                       |
| 114                   | Adam Hansen           | Austrálie             | nenastoupil na start 2. etapy |                       |
| 115                   | Tony Martin           | Německo               |                               |                       |
| 116                   | Maxime Monfort        | Belgie                |                               |                       |
| 117                   | Mark Renshaw          | Austrálie             | zraněn v 11. etapě            |                       |
| 118                   | Michael Rogers        | Austrálie             |                               |                       |
| 119                   | Kanstancin Siucou     | Bělorusko             |                               |                       |

| BMC Racing Team BMC | BMC Racing Team BMC | BMC Racing Team BMC    | BMC Racing Team BMC           | BMC Racing Team BMC |
| Číslo               | Jméno jezdce        | Stát                   | Výsledek                      |                     |
| ------------------- | ------------------- | ---------------------- | ----------------------------- | ------------------- |
| 121                 | Cadel Evans         | Austrálie              |                               |                     |
| 122                 | Alessandro Ballan   | Itálie                 |                               |                     |
| 123                 | Brent Bookwalter    | Spojené státy americké |                               |                     |
| 124                 | Marcus Burghardt    | Německo                |                               |                     |
| 125                 | Mathias Frank       | Švýcarsko              | nenastoupil na start 1. etapy |                     |
| 126                 | George Hincapie     | Spojené státy americké |                               |                     |
| 127                 | Karsten Kroon       | Nizozemsko             |                               |                     |
| 128                 | Steve Morabito      | Švýcarsko              |                               |                     |
| 129                 | Mauro Santambrogio  | Itálie                 |                               |                     |

| Quick Step QST | Quick Step QST      | Quick Step QST | Quick Step QST | Quick Step QST |
| Číslo          | Jméno jezdce        | Stát           | Výsledek       |                |
| -------------- | ------------------- | -------------- | -------------- | -------------- |
| 131            | Sylvain Chavanel    | Francie        |                |                |
| 132            | Carlos Barredo      | Španělsko      |                |                |
| 133            | Kevin De Weert      | Belgie         |                |                |
| 134            | Dries Devenyns      | Belgie         |                |                |
| 135            | Jérôme Pineau       | Francie        |                |                |
| 136            | Francesco Reda      | Itálie         |                |                |
| 137            | Kevin Seeldraeyers  | Belgie         |                |                |
| 138            | Jurgen Van de Walle | Belgie         |                |                |
| 139            | Maarten Wijnants    | Belgie         |                |                |

| Team Milram MRM | Team Milram MRM     | Team Milram MRM | Team Milram MRM               | Team Milram MRM |
| Číslo           | Jméno jezdce        | Stát            | Výsledek                      |                 |
| --------------- | ------------------- | --------------- | ----------------------------- | --------------- |
| 141             | Linus Gerdemann     | Německo         |                               |                 |
| 142             | Gerald Ciolek       | Německo         |                               |                 |
| 143             | Johannes Fröhlinger | Německo         |                               |                 |
| 144             | Roger Kluge         | Německo         | nenastoupil na start 9. etapy |                 |
| 145             | Christian Knees     | Německo         |                               |                 |
| 146             | Luke Roberts        | Austrálie       |                               |                 |
| 147             | Thomas Rohregger    | Rakousko        |                               |                 |
| 148             | Niki Terpstra       | Nizozemsko      | nenastoupil na start 3. etapy |                 |
| 149             | Fabian Wegmann      | Německo         |                               |                 |

| BBox Bouygues Telecom BTL | BBox Bouygues Telecom BTL | BBox Bouygues Telecom BTL | BBox Bouygues Telecom BTL | BBox Bouygues Telecom BTL |
| Číslo                     | Jméno jezdce              | Stát                      | Výsledek                  |                           |
| ------------------------- | ------------------------- | ------------------------- | ------------------------- | ------------------------- |
| 151                       | Thomas Voeckler           | Francie                   |                           |                           |
| 152                       | Jukija Araširo            | Japonsko                  |                           |                           |
| 153                       | Anthony Charteau          | Francie                   |                           |                           |
| 154                       | Pierrick Fédrigo          | Francie                   |                           |                           |
| 155                       | Cyril Gautier             | Francie                   |                           |                           |
| 156                       | Pierre Rolland            | Francie                   |                           |                           |
| 157                       | Matthieu Sprick           | Francie                   |                           |                           |
| 158                       | Sébastien Turgot          | Francie                   |                           |                           |
| 159                       | Nicolas Vogondy           | Francie                   |                           |                           |

| Caisse d'Epargne CGE | Caisse d'Epargne CGE | Caisse d'Epargne CGE | Caisse d'Epargne CGE | Caisse d'Epargne CGE |
| Číslo                | Jméno jezdce         | Stát                 | Výsledek             |                      |
| -------------------- | -------------------- | -------------------- | -------------------- | -------------------- |
| 161                  | Luis León Sánchez    | Španělsko            |                      |                      |
| 162                  | Rui Costa            | Portugalsko          |                      |                      |
| 163                  | Imanol Erviti        | Španělsko            |                      |                      |
| 164                  | Iván Gutiérrez       | Španělsko            |                      |                      |
| 165                  | Vasil Kiryjenka      | Bělorusko            |                      |                      |
| 166                  | Christophe Moreau    | Francie              |                      |                      |
| 167                  | Mathieu Perget       | Francie              |                      |                      |
| 168                  | Rubén Plaza          | Španělsko            |                      |                      |
| 169                  | José Joaquín Rojas   | Španělsko            |                      |                      |

| Cofidis COF | Cofidis COF      | Cofidis COF | Cofidis COF                   | Cofidis COF |
| Číslo       | Jméno jezdce     | Stát        | Výsledek                      |             |
| ----------- | ---------------- | ----------- | ----------------------------- | ----------- |
| 171         | Rein Taaramäe    | Estonsko    | vzdal ve 13. etapě            |             |
| 172         | Stéphane Augé    | Francie     |                               |             |
| 173         | Samuel Dumoulin  | Francie     | nenastoupil na start 12. etap |             |
| 174         | Julien El Fares  | Francie     |                               |             |
| 175         | Christophe Kern  | Francie     |                               |             |
| 176         | Sébastien Minard | Francie     |                               |             |
| 177         | Amaël Moinard    | Francie     |                               |             |
| 178         | Damien Monier    | Francie     |                               |             |
| 179         | Rémi Pauriol     | Francie     |                               |             |

| Euskaltel-Euskadi EUS | Euskaltel-Euskadi EUS | Euskaltel-Euskadi EUS | Euskaltel-Euskadi EUS         | Euskaltel-Euskadi EUS |
| Číslo                 | Jméno jezdce          | Stát                  | Výsledek                      |                       |
| --------------------- | --------------------- | --------------------- | ----------------------------- | --------------------- |
| 181                   | Samuel Sánchez        | Španělsko             |                               |                       |
| 182                   | Iñaki Isasi           | Španělsko             |                               |                       |
| 183                   | Egoi Martínez         | Španělsko             |                               |                       |
| 184                   | Juan José Oroz        | Španělsko             | nenastoupil na start 7. etapy |                       |
| 185                   | Alan Pérez            | Španělsko             |                               |                       |
| 186                   | Rubén Pérez           | Španělsko             |                               |                       |
| 187                   | Amets Txurruka        | Španělsko             | nenastoupil na start 5. etapy |                       |
| 188                   | Iván Velasco          | Španělsko             |                               |                       |
| 189                   | Gorka Verdugo         | Španělsko             |                               |                       |

| Rabobank RAB | Rabobank RAB       | Rabobank RAB | Rabobank RAB | Rabobank RAB |
| Číslo        | Jméno jezdce       | Stát         | Výsledek     |              |
| ------------ | ------------------ | ------------ | ------------ | ------------ |
| 191          | Děnis Meňšov       | Rusko        |              |              |
| 192          | Lars Boom          | Nizozemsko   |              |              |
| 193          | Óscar Freire       | Španělsko    |              |              |
| 194          | Juan Manuel Gárate | Španělsko    |              |              |
| 195          | Robert Gesink      | Nizozemsko   |              |              |
| 196          | Koos Moerenhout    | Nizozemsko   |              |              |
| 197          | Grischa Niermann   | Německo      |              |              |
| 198          | Bram Tankink       | Nizozemsko   |              |              |
| 199          | Maarten Tjallingii | Nizozemsko   |              |              |

| Lampre–Farnese Vini LAM | Lampre–Farnese Vini LAM | Lampre–Farnese Vini LAM | Lampre–Farnese Vini LAM | Lampre–Farnese Vini LAM |
| Číslo                   | Jméno jezdce            | Stát                    | Výsledek                |                         |
| ----------------------- | ----------------------- | ----------------------- | ----------------------- | ----------------------- |
| 201                     | Damiano Cunego          | Itálie                  |                         |                         |
| 202                     | Grega Bole              | Slovinsko               |                         |                         |
| 203                     | Mauro Da Dalto          | Itálie                  |                         |                         |
| 204                     | Francesco Gavazzi       | Itálie                  |                         |                         |
| 205                     | Danilo Hondo            | Německo                 |                         |                         |
| 206                     | Mirco Lorenzetto        | Itálie                  |                         |                         |
| 207                     | Adriano Malori          | Itálie                  |                         |                         |
| 208                     | Alessandro Petacchi     | Itálie                  |                         |                         |
| 209                     | Simon Špilak            | Slovinsko               |                         |                         |

| Footon–Servetto–Fuji FOT | Footon–Servetto–Fuji FOT | Footon–Servetto–Fuji FOT | Footon–Servetto–Fuji FOT      | Footon–Servetto–Fuji FOT |
| Číslo                    | Jméno jezdce             | Stát                     | Výsledek                      |                          |
| ------------------------ | ------------------------ | ------------------------ | ----------------------------- | ------------------------ |
| 211                      | Eros Capecchi            | Itálie                   |                               |                          |
| 212                      | José Alberto Benítez     | Španělsko                |                               |                          |
| 213                      | Manuel Antonio Cardoso   | Portugalsko              | nenastoupil na start 1. etapy |                          |
| 214                      | Arkaitz Durán            | Španělsko                |                               |                          |
| 215                      | Markus Eibegger          | Rakousko                 | vzdal v 9. etapě              |                          |
| 216                      | Fabio Felline            | Itálie                   | nenastoupil na start 9. etapy |                          |
| 217                      | Iban Mayoz               | Španělsko                |                               |                          |
| 218                      | Aitor Pérez              | Španělsko                |                               |                          |
| 219                      | Rafael Valls             | Španělsko                |                               |                          |